# بیل بیلی (رقصنده)
بیل بیلی (۱۲ دسامبر ۱۹۱۲ - ۸ دسامبر ۱۹۷۸) به عنوان یکی از بزرگترین رقصنده های تاریخ موسیقی شناخته می‌شود که از رقص های او می توان به مون واک اشاره کرد. بیلی اولین بار این رقص را در فیلم موزیکال Cabin In the Sky در سال ۱۹۴۳ اجرا کرد و بعد از آن در سال ۱۹۵۰ آن را در یکی از کنسرت های خود اجرا نمود.